# Tour de Guadalupe
El Tour de Guadalupe (oficialmente: Tour Cycliste International de la Guadeloupe) es una competición de ciclismo en ruta que se desarrolla en el departamento de ultramar francés de Guadalupe.
La carrera es realizada desde 1948 y desde la creación de los Circuitos Continentales UCI en 2005 formó parte primero del UCI America Tour hasta 2011, y luego del UCI Europe Tour 2012 y 2013, para retornar al calendario americano en 2014. En 2022 volvió a integrarse en el calendario europeo. Siempre ha estado dentro de la categoría 2.2 (última categoría del profesionalismo).
Se disputa durante el mes de agosto y cuenta con un prólogo y 9 etapas que se disputan en la principal isla del pequeño archipiélago.
El mayor número de ediciones ganadas lo tienen dos colombianos, José Daniel Bernal y José Flober Peña con 4 victorias.

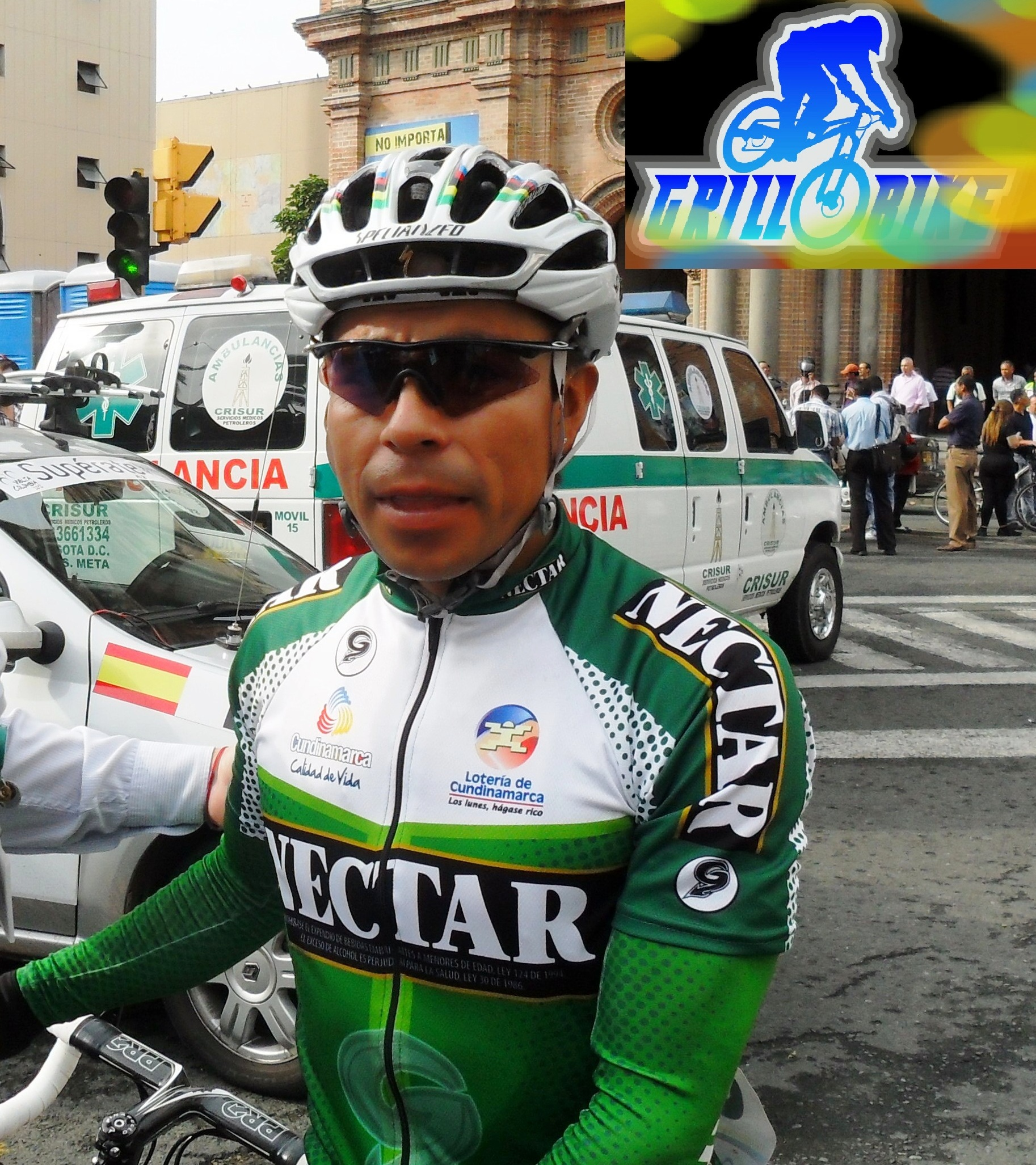
Flober Peña.

## Palmarés
| Año                       | Ganador                  | Segundo             | Tercero              |           |
| ------------------------- | ------------------------ | ------------------- | -------------------- | --------- |
| ediciones amateur         |                          |                     |                      |           |
| 1948                      | Robert Carlosse          | Justin Dupalan      | Édouard Ursule       |           |
| 1949                      | Maxime Carlosse          | Robert Carlosse     | Édouard Ursule       |           |
| 1950                      | Maxime Carlosse          | Robert Carlosse     | Lucien Peston        |           |
| 1951                      | Camille Daridan          | Jules Houillier     | Thierry Michineau    |           |
| 1952                      | Camille Daridan          | Maxime Carlosse     | Édouard Ursule       |           |
| 1953                      | Alceste Farescour        | Pierre Antoine      | Audibert Nanette     |           |
| 1954                      | Maxime Benuffe           | Pierre Antoine      | Alceste Farescour    |           |
| 1955                      | René Cock                | Denis Bordelais     | Jules Houillier      |           |
| 1956                      | Maxime Benuffe           | Jules Houillier     | Pierre Antoine       |           |
| 1957                      | Sonore Ursule            | Erman Thésin        | Denis Bordelais      |           |
| 1958                      | Richard Bernard          | Sonore Ursule       | Erman Thésin         |           |
| 1959                      | Robert Bolus             | Gilbert Gibrien     | Sonore Ursule        |           |
| 1960                      | Robert Bolus             | Erman Thésin        | Samson Mayoute       |           |
| 1961                      | Jean Arze                | Pierre Suter        | Henri Belena         |           |
| 1962                      | André Seidler            | Gérard Nagau        | Robert Bolus         |           |
| 1963 edición no realizada |                          |                     |                      |           |
| 1964                      | Sylvère Cabrera          | Robert Bolus        | Turenne Landry       |           |
| 1965 edición no realizada |                          |                     |                      |           |
| 1966                      | Alain Pauline            | Roger Bordelais     | Bernard Doussaint    |           |
| 1967                      | Alain Pauline            | Roland Deveaux      | David Deloumeaux     |           |
| 1968 edición no realizada |                          |                     |                      |           |
| 1969                      | Saturnin Molia           | Roland Deveaux      | Jean-Claude René     |           |
| 1970                      | Régis Ovion              | Alain Pauline       | Saturnin Molia       |           |
| 1971                      | Gérard Annequin          | Roland Éloi         | Saturnin Molia       |           |
| 1972                      | Francisco Ignacio Triana | Abatuel Chitiva     | Valentin Claire      |           |
| 1973                      | Jacques Martinez         | Babylas Jacobin     | Maurice Duro         |           |
| 1974                      | Jacques Imbrogno         | Robert Charles      | Romain Gueppois      |           |
| 1975                      | Robert Charles           | Valentin Claire     | Alain Mayoute        |           |
| 1976                      | Louis Coquelin           | Alain Budet         | Jean-Michel Avril    |           |
| 1977                      | Valentin Claire          | Piero Civino        | Rolando Cartaya      |           |
| 1978                      | Valentin Claire          | Aldo Arencibia      | Charles Firpion      |           |
| 1979                      | Humbert Aristee          | Jean-Pierre Henrard | Guy Janiszewski      |           |
| 1980                      | Rosalien Pierre          | Raymond Perrin      | Jean-Pierre Unimon   |           |
| 1981                      | Mike Gutmann             | Pacho Rodríguez     | Luc Morand           |           |
| 1982                      | Pablo Wilches            | Luc Morand          | André Massard        |           |
| 1983                      | Argemiro Bohórquez       | Luc Morand          | Roger Jeannette      |           |
| 1984                      | Julio César Cadena       | Richard Metony      | Luc Morand           |           |
| 1985                      | Éric Zubar               | Rosalien Pierre     | Maurice Amos         |           |
| 1986                      | Alberto Camargo          | Éric Zubar          | Gilles Faury         |           |
| 1987                      | Efraín Rico              | Álvaro Mejía        | Jesús Torres         |           |
| 1988                      | Leonardo Sierra          | José Villamizar     | Enrique Campos       |           |
| 1989                      | Alexis Méndez            | Jesús Torres        | Marco Masetti        |           |
| 1990                      | Robinson Merchán         | André Alexis        | Alexis Méndez        |           |
| 1991                      | Molière Gène             | Henry Ortiz         | Erwin Thijs          |           |
| 1992                      | Efraín Rico              | Jens Voigt          | Jair Bernal          |           |
| 1993                      | Julio César Aguirre      | Alexis Méndez       | Alekandras Ivanovas  |           |
| 1994                      | José Castelblanco        | Walter Bénéteau     | Peter Longbottom     |           |
| 1995                      | José Daniel Bernal       | Christian Blanchard | Mickaël Pichon       |           |
| 1996                      | Walter Bénéteau          | Raúl Gómez Suárez   | Frédéric Mainguenaud |           |
| 1997                      | Philippe Mauduit         | Ismael Sarmiento    | Álvaro Sierra        |           |
| 1998                      | Régis Balandraud         | Ghislain Marty      | José Daniel Bernal   |           |
| 1999                      | José Daniel Bernal       | Vincent Klaes       | Lionel Lorgeou       |           |
| 2000                      | José Daniel Bernal       | Julian Winn         | Flober Peña          |           |
| 2001                      | Rodolfo Camacho          | Carlos José Ochoa   | José Daniel Bernal   |           |
| 2002                      | Frédéric Delalande       | José Daniel Bernal  | Rodolfo Camacho      |           |
| 2003                      | José Daniel Bernal       | Hugo Ferney Osorio  | Flober Peña          |           |
| 2004                      | Flober Peña              | Miguel Ubeto        | Nicolas Dumont       |           |
| ediciones profesionales   |                          |                     |                      |           |
| 2005                      | Flober Peña              | José Daniel Bernal  | Aleksandr Mirónov    |           |
| 2006                      | Martin Prázdnovský       | José Daniel Bernal  | Andréi Mizúrov       |           |
| 2007                      | Flober Peña              | Nicolas Dumont      | Edwin Sánchez        |           |
| 2008                      | Flober Peña              | Cameron Evans       | Edwin Sánchez        |           |
| 2009                      | Nicolas Dumont           | Miguel Ubeto        | Edwin Sánchez        |           |
| 2010                      | Paco Mancebo             | Boris Carène        | Edwin Sánchez        |           |
| 2011                      | Boris Carène             | Klaas Sys           | Carter Jones         |           |
| 2012                      | Ludovic Turpin           | Bruno Langlois      | Junya Sano           |           |
| 2013                      | Pierre Lebreton          | José Isidro Chacón  | Miyataka Shimizu     |           |
| 2014                      | John Nava                | Damien Monier       | Juan Murillo         |           |
| 2015                      | Boris Carène             | Diego Milán         | Antonio Pedrero      |           |
| 2016                      | Damien Monier            | Maxime Le Lavandier | José Isidro Chacón   |           |
| 2017                      | Sébastien Fournet-Fayard | Juan Murillo        | Žydrūnas Savickas    |           |
| 2018                      | Boris Carène             | Paco Mancebo        | Jonathan Salinas     |           |
| 2019                      | Adrien Guillonnet        | Vadim Pronskiy      | Frederik Dombrowski  |           |
| 2020                      | cancelada                | cancelada           | cancelada            | cancelada |
| 2021                      | Stefan Bennett           | Luis Mora           | Clément Braz Afonso  |           |
| 2022                      | Stefan Bennett           | Tom Donnenwirth     | Célestin Guillon     |           |
| 2023                      | Benjamin Le Ny           | Esneyder Báez       | Tyler Stites         |           |
| 2024                      | Kevin David Castillo     | Sebastián Castaño   | Sam Maisonobe        |           |
| 2025                      |                          |                     |                      |           |

Nota: En 1985, el ciclista Richard Metony, fue inicialmente el ganador pero posteriormente fue descalificado por dopaje en favor del segundo clasificado, el ciclista Éric Zubar.

### Más victorias generales
| Ciclista           | Victorias | Años                   |
| ------------------ | --------- | ---------------------- |
| José Daniel Bernal | 4         | 1995, 1999, 2000, 2003 |
| Flober Peña        | 4         | 2004, 2005, 2007, 2008 |
| Boris Carène       | 3         | 2011, 2015, 2018       |
| Maxime Carlosse    | 2         | 1949, 1950             |
| Camille Daridan    | 2         | 1951, 1952             |
| Maxime Benuffe     | 2         | 1954, 1956             |
| Robert Bolus       | 2         | 1959, 1960             |
| Alain Pauline      | 2         | 1966, 1967             |
| Valentin Claire    | 2         | 1977, 1978             |

## Palmarés por países
| País       | Victorias |
| ---------- | --------- |
| Francia    | 47        |
| Colombia   | 19        |
| Venezuela  | 5         |
| Suiza      | 1         |
| Eslovaquia | 1         |
| España     | 1         |